# Smirnov (volcan)
Pour les articles homonymes, voir Smirnov.
Le Smirnov est un volcan des îles Kouriles. Son altitude est de 1 189 m.